# Carles Campuzano i Canadès
Carles Campuzano i Canadés (Barcelona, 12 de juliol de 1964) és un polític català. Conseller de Drets Socials des d'octubre de 2022.

## Biografia
Llicenciat en Dret, entre 1986 i 1992 va treballar al Departament de la Presidència de la Generalitat de Catalunya.
Fou regidor de l'Ajuntament de Vilanova i la Geltrú (on viu des de 1969) per CiU el 1987-1992. Membre del Consell Comarcal del Garraf el 1991-1992 i a les eleccions al Parlament de Catalunya de 1992 fou elegit diputat.
També ha estat secretari general de la Joventut Nacionalista de Catalunya el 1989-1994 i president des de 1994, i fundador de la FNEC i d'Estudiants Nacionalistes. També va ser membre del Consell Nacional de CDC des de 1985.
A les eleccions generals espanyoles de 1996 fou elegit diputat per la circumscripció de Barcelona, càrrec que ha repetit a les eleccions generals espanyoles de 2000, 2004, 2008, 2011 i 2016. Al Congrés, entre d'altres, fou portaveu de la comissió de treball i afers socials al Congrés dels Diputats i president de la Comissió per les Polítiques Integrals de la Discapacitat.
També va ser vocal de l'Assemblea Parlamentària de l'Organització per a la Seguretat i la Cooperació a Europa (OSCE).
A Convergència Democràtica de Catalunya va formar part del Comitè Executiu Nacional i va ser membre del patronat de la Fundació CatDem. Dins de l’espai polític de Convergència Democràtica de Catalunya sempre havia defensat els postulats socialdemòcrates.
Va obrir el seu blog el setembre de 2006, i va entrar a Facebook i Twitter per la campanya de les eleccions espanyoles de 2008. Després va obrir canals a YouTube i Vimeo, i comptes a LinkedIn i Instagram. El desembre de 2013 va ser escollit Diputat 2.0 en els premis que cada any atorga l'Asociación de Periodistas Parlamentarios de Madrid.
El juny de 2016 va participar al congrés fundacional del Partit Demòcrata Europeu Català (PDeCAT), del qual va ser portaveu al Congrés dels Diputats del març de 2017 fins a 2019.
Després de dues dècades essent diputat al Congrés dels Diputats, l’estiu de 2019 va deixar la política per treballar a l'àmbit social com a director de Dincat, la federació d'entitats per la defensa dels drets de les persones amb discapacitat intel·lectual a Catalunya.
El 2020 va formalitzar la seva baixa del PDeCAT.
Alhora que exercia la direcció de Dincat, Campuzano ocupava la presidència de la Fundació ACSAR (Associació Catalana de Solidaritat i Ajuda al Refugiat) i era membre dels Consells Assessors de la Fundació Catalana de l’Esplai, de l’Observatori del Tercer Sector, de la Fundació Pere Tarrés i de la Fundació Formació i Treball, de l'organització estudiantil Deba-t, del gabinet d’incidència pública BeBartlet i de l’empresa de consultoria Llorente y Cuenca.
Alhora, també era secretari de la junta directiva de la Taula del Tercer Sector i vicepresident del Cocarmi (Comitè Català de Representants de persones amb discapacitat), entre altres entitats socials.
El 2022 va ser un dels membres fundadors i el president de l'associació Acció Catalana pel debat catalanista, per mantenir viu el debat nacionalista català després dels anys del Procés independentista. Aquell mes d'octubre, el president Pere Aragonès li va oferir entrar al Govern de Catalunya com a conseller de Drets Socials, després de la sortida de Junts per Catalunya de l'executiu.
El 2024 es presenta a les eleccions al Parlament de Catalunya en 7a posició a la llista per Barcelona d'Esquerra.
És autor del llibre Reimaginem la independència: Un projecte vàlid per a tothom i d’un recull d’articles publicats Catalunya, una desconexión anunciada. També va publicar un llibre de converses amb el periodista Pere Gendrau, El patriotisme a peu de carrer o ha col·laborat en obres col·lectives com el llibre Per la bona política. Propostes per a la regeneració democràtica.